# Antisocial (canción de Ed Sheeran)
«Antisocial» es una canción interpretada por el cantante y compositor británico Ed Sheeran y del rapero estadounidense Travis Scott. Fue lanzada el 12 de julio de 2019 como el sexto sencillo del cuarto álbum de estudio de Sheeran No.6 Collaborations Project. La pista fue escrita por Ed Sheeran , Jacques Webster, Fred Gibson y Joseph Saddler.

## Antecedentes y lanzamientos
«Antisocial» fue anunciado como la séptima pista del álbum No.6 Collaborations Project. El 11 de julio de 2019, Sheeran anunció que la canción sería el próximo sencillo del álbum y que su video musical se lanzaría el 12 de julio. Fue lanzada el 12 de julio de 2019 como el sexto sencillo, siendo escrita por Ed Sheeran , Jacques Webster, Fred Gibson y Joseph Saddler, mientras que la producción fue llevada a cabo por Fred Gilbson.

## Vídeo musical
El video musical de la canción fue lanzado el 12 de julio de 2019. Fue dirigido por Dave Meyers y escrito por Matt Walton. En el vídeo, Sheeran y Scott interpretaron a varios personajes en diferentes escenas que hacían referencia a las películas Kill Bill, The Mask, The Birds, The Martian, Edward Scissorhands y Pulp Fiction.

## Créditos y personal
Créditos adaptados de Genius.
- Ed Sheeran - voz, compositor
- Travis Scott - voz, compositor, ingeniero
- Grandmaster Flash - compositor
- Fred Gibson - coros, productor, compositor, programador, ingeniero, bajo, batería, guitarra, teclados
- Alex Gibson - producción adicional
- DJ Riggins - ingeniero
- Jacob Richards - ingeniero
- Mike Seaberg - ingeniero
- Tre Nagella - Ingeniero
- Jaycen Joshua - mezclador

## Posicionamiento en listas
| Listas (2019)                             | Mejor posición |
| ----------------------------------------- | -------------- |
| Alemania (Official German Charts)         | 13             |
| Australia (ARIA)                          | 7              |
| Austria (Ö3 Austria Top 40)               | 15             |
| Bélgica (Ultratop) Flanders               | 55             |
| Bélgica (Ultratop) Wallonia               | 23             |
| Canadá (Canadian Hot 100)                 | 17             |
| Dinamarca (Tracklisten)                   | 8              |
| Escocia (Official Charts Company)         | 62             |
| Eslovaquia (Singles Digitál Top 100)      | 10             |
| España (PROMUSICAE)                       | 95             |
| Estados Unidos (Billboard Hot 100)        | 37             |
| Estados Unidos (Rhythmic)                 | 21             |
| Estonia (Eesti Tipp-40)                   | 9              |
| Francia (SNEP)                            | 102            |
| Finlandia (Suomen virallinen lista)       | 12             |
| Hungría (Stream Top 40)                   | 7              |
| Italia (FIMI)                             | 53             |
| Malasia (RIM)                             | 20             |
| Noruega (VG-lista)                        | 16             |
| Nueva Zelanda Hot Singles (RMNZ)          | 9              |
| Países Bajos (Single Top 100)             | 23             |
| Portugal (AFP)                            | 37             |
| Reino Unido (UK Singles Chart)            | 12             |
| República Checa (Singles Digitál Top 100) | 7              |
| Singapur (RIAS)                           | 11             |
| Suecia (Sverigetopplistan)                | 21             |
| Suiza (Schweizer Hitparade)               | 40             |

## Certificaciones
| País (organismo certificador) | Certificación | Unidades certificadas |
| ----------------------------- | ------------- | --------------------- |
| Australia (ARIA)              | Oro           | 35 000                |
| Brasil (Pro-Música Brasil)    | Oro           | 20 000                |
| Canadá (Music Canada)         | Platino       | 80 000                |
| Dinamarca (IFPI Dinamarca)    | Oro           | 45 000                |
| Estados Unidos (RIAA)         | Oro           | 500 000               |
| Polonia (ZPAV)                | Oro           | 25 000                |
| Reino Unido (BPI)             | Oro           | 400 000               |